# Biguaçu
Biguaçu é um município brasileiro do estado de Santa Catarina, localizado na Região Metropolitana de Florianópolis. Sua população, conforme a contagem do Censo 2022, é de 76.773 habitantes, sendo estimada a população atual em 82.028 habitantes, conforme Estimativa da População de 2024.
Faz divisa, a oeste com o município de Antônio Carlos, a leste com o oceano Atlântico (Baía Norte da Ilha de Santa Catarina, onde se localiza a capital do estado, Florianópolis), a nordeste com o município de Governador Celso Ramos. Ao norte, faz divisas com os municípios de Tijucas, Canelinha e São João Batista. Ao sul, com o município de São José.
Com localização estratégica, o município fica situado entre os dois maiores portos catarinenses, Itajaí e Imbituba, e bem como é próximo da capital Florianópolis. Há proximidade também com os dois maiores aeroportos de Santa Catarina, o Aeroporto Hercílio Luz e o Aeroporto de Navegantes. Biguaçu tem saída para o mar, sem contar na facilidade de acesso, já que é cortado pela Rodovia BR-101 e agora cortado também pelo Contorno Viário da Grande Florianópolis, com acesso mais fácil à Rodovia BR-282, que liga a capital catarinense ao interior do estado, fica a apenas 12km de distância, por via duplicada e de fácil acesso.

## História
Biguaçu é um dos municípios mais antigos de Santa Catarina, sendo sua origem a vila de São Miguel da Terra Firme, criada como Póvoa de São Miguel, nos termos da provisão de 9 de agosto de 1747, com a chegada dos primeiros açorianos. Iniciaram-se logo os trabalhos de construção da igreja matriz, feita de pau-a-pique e coberta de telhas, que foi dedicada a São Miguel Arcanjo. Achava-se edificada no mesmo lugar onde atualmente ainda se encontra a centenária igreja.
Por ato do Conselho Administrativo da Província em 1 de março de 1833 a freguesia de São Miguel foi elevada a vila. Em 17 de maio de 1833 tornou-se município, desmembrando-se da capital da então Província de Santa Catarina, Desterro. Em 1886 a sede do município sai da vila de São Miguel e vai para a sede atual, às margens do Rio Biguaçu. Em 1910 o nome do município é mudado para Biguaçu.
Quando da sua fundação em 1833 o território compreendia do atual rio Carolina (divisa com São José) ao rio Camboriú (atual município de Balneário Camboriú), chegando aos limites da Serra Geral. A onda de desmembramentos para a fundação de novos municípios terminou somente na década de 1960, com o desmembramento da região do Alto Biguaçu, atual município de Antônio Carlos e as antigas freguesias de Ganchos e Armação da Piedade, unidas no município de Governador Celso Ramos.

### Capital da província
Durante alguns meses no final do século XVIII, em 31 de maio de 1778, foi capital da província de Santa Catarina, quando da invasão espanhola da Ilha de Santa Catarina e sua capital, Desterro (atual Florianópolis).

### Sesmarias
A ocupação inicial do vasto Biguaçu ocorreu de forma progressiva a partir da concessão de sesmarias. As principais sesmarias foram:
| Proprietário                    | Data                   | Lote (braças de frente) | Local           |
| João Bernardo Galvão            | 18 de setembro de 1753 | 1500 (2400 m)           | Biguaçu         |
| João Pereira Alle               | 2 de julho de 1774     | 200 (320 m)             | São Miguel      |
| Agostinho Fernandes de Carvalho | 2 de julho de 1774     | 200 (320 m)             | São Miguel      |
| Antônio José Dias               | 23 de novembro de 1787 | 275 (440 m)             | Inferninho      |
| Antônio Silveira Duarte         | 7 de fevereiro de 1791 | 1500 (2400 m)           | Rio Biguaçu     |
| Anna Zazarte Ozoria de Freitas  | 5 de junho de 1791     | 3000 (4800 m)           | Rio Biguaçu     |
| Manuel Antônio Mancebo          | 17 de janeiro de 1792  | 1500 (2400 m)           | Rio Inferninho  |
| Trajano José Lisboa             | 17 de janeiro de 1792  | 750 (1100 m)            | Rio Biguaçu     |
| João Zuzarte Pinto              | 5 de junho de 1792     | 1500 (2400 m)           | Rio Biguaçu     |
| Vicente Pinto                   | 28 de outubro de 1792  | 2000 (3200 m)           | Rio Biguaçu     |
| Padre Antônio José Martins      | 15 de abril de 1791    | 3000 (4800 m)           | Rio Inferninho  |
| José Coelho Machado             | 1 de julho de 1794     | 1500 (2400 m)           | Tijucas Pequena |
| Francisco da Silva Mafra        | 6 de maio de 1799      | 1500 (2400 m)           | Rio Inferninho  |
| José Luis do Livramento         | 12 de novembro de 1800 | 750 (1100 m)            | Rio Biguaçu     |
| Miguel Francisco Silva          | 21 de julho de 1808    | 3000 (4800 m)           | São Miguel      |
| José Manuel da Cunha            | 31 de janeiro de 1811  | 7500 (11100 m)          | Rio Biguaçu     |
| José Antunes da Cunha           | 31 de janeiro de 1811  | 3000 (4800 m)           | Rio Biguaçu     |

Desta tabela é visto que 36 km de terras ao longo do Rio Biguaçu foram concedidas a 9 proprietários, com destaque para José Manuel da Cunha, com uma sesmaria de 11,1 km, aproximadamente um terço das sesmarias ao longo do Rio Biguaçu.

## Demografia

### Composição populacional
Pela prévia da população dos municípios, com base no Censo Demográfico de 2022, com informações coletadas até 25 de dezembro de 2022, a população do município chega a 78.623 habitantes. Pelo Censo Populacional de 2010, Biguaçu possuía 58.206 habitantes, desses, algo em torno de 84% da população se declarou de cor branca, 11% de pardos (principalmente caboclos, mestiços entre brancos e índios) e 5% negra. As etnias que fizeram o município são de origem basicamente luso açoriana (presentes principalmente na sede do município e bairros entorno, além de Três Riachos e São Miguel), com expressivas minorias negra (Bairro Prado, Saudades e próximo a divisa com São José), e alemã (região do Alto Biguaçu). Com as migrações causadas com o fenômeno do êxodo rural, forte a partir de meados da década de 1980 no estado catarinense, o elemento caboclo, vindo do planalto serrano do sul brasileiro, junto com descendentes de alemães e italianos vindos do oeste catarinense e interior do Rio Grande do Sul acabaram por tornar-se numericamente importantes, tornando ainda mais vultosa a diversidade étnico cultural no município. Há, ainda, no município uma pequena comunidade indígena de base guarani, que chegou de migrações ao longo do sul do país, por volta de fins da década de 1970.

### Desenvolvimento populacional
Sua população em 2010 era de 58.206 habitantes, com estimativa para 2019 de 68.481, onde mais de 90% reside em área urbana, apresentando um forte crescimento populacional desde meados da década de 1980, o que levou a dobrar de população no espaço de duas décadas. O motor de atração populacional é a proximidade com a capital do Estado, atraindo pessoas de baixo poder aquisitivo que ocuparam bairros e loteamentos com pouca infraestrutura física. Desde a década de 1980, cresce por volta dos 4% anualmente. A despeito do tamanho da população, o município apresenta ainda pouca característica de concentração urbana, já que os bairros se articularam em torno da Rodovia BR 101, com pouca ou nenhuma ligação entre estes, com suas ruas voltadas ao fácil escoamento em direção a esta rodovia, testemunhando a forma de ocupação periférica e sem planejamento do município. Entretanto, as últimas administrações públicas vem buscando aumentar a ligação rodoviária entre os bairros, de modo a potencializar no comércio e a valorização urbana municipal.

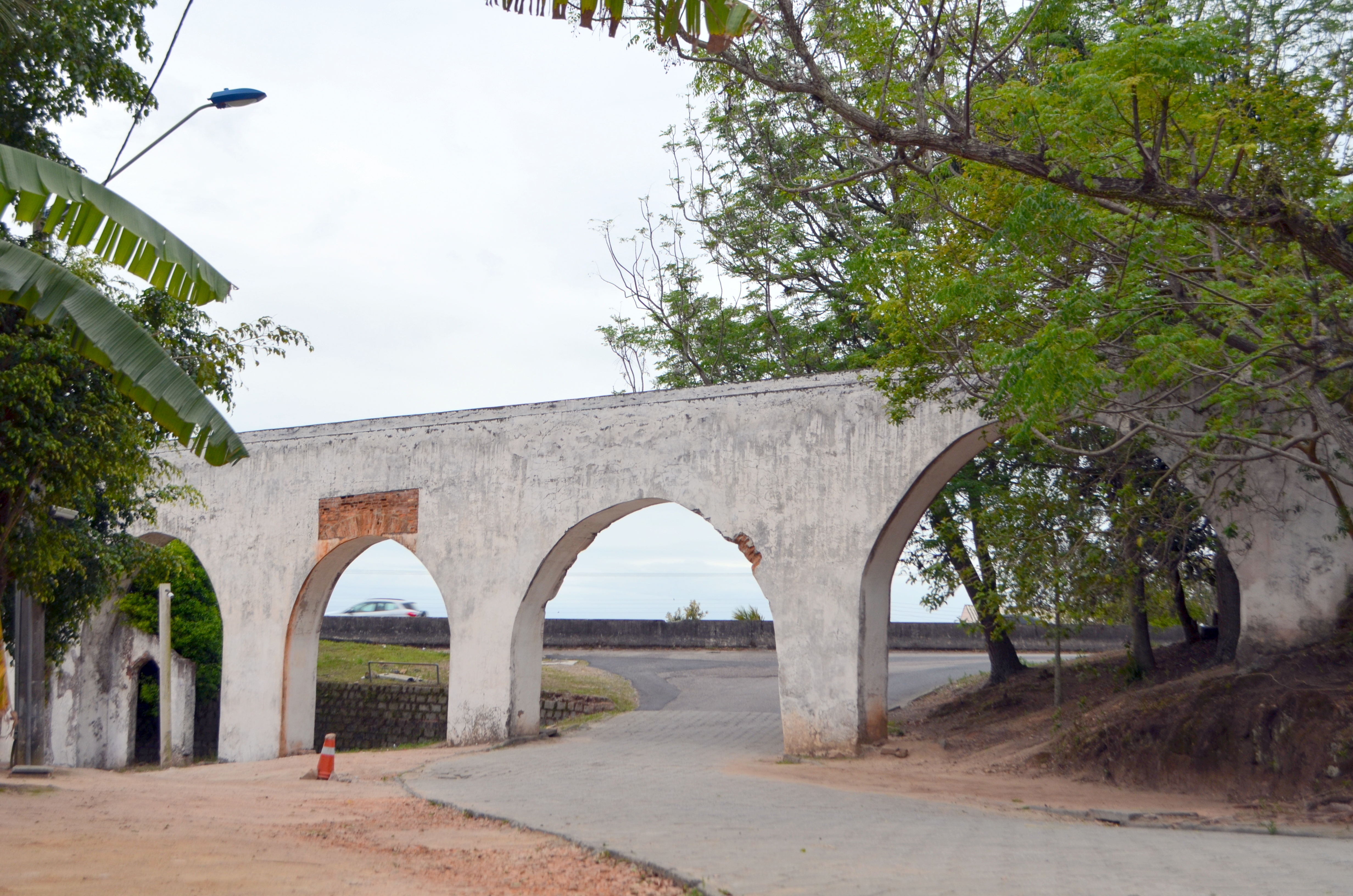
O aqueduto, cartão-postal da cidade, é parte do Conjunto Luso-Açoriano de São Miguel que integra o Museu Etnográfico Casa dos Açores.

## Política

###### VerLista de Prefeitos de Biguaçu
Em 10 de dezembro de 2014, o então prefeito José Castelo Deschamps (PP), encaminha carta à Câmara Municipal de Vereadores renunciando ao cargo de Prefeito Municipal, com isso, o seu vice Ramon Wollinger (PSD) assume a prefeitura municipal de Biguaçu.

## Economia
A economia do município até a década de 1970, dependia principalmente da agricultura, pecuária e pesca. Atualmente, a indústria responde pela maior parte dos empregos gerados no município, junto com um comércio em expansão.
O município dispõe de boas áreas para instalação de plantas industriais e conta com acesso ao gás natural, pois possui uma distribuidora da Petrobras. A agricultura também ainda é representativa. A pesca atualmente é insignificante, ainda praticada a nível apenas artesanal, embora o município tenha um potencial hídrico considerável. Os principais produtos industriais do município derivam da indústria de plástico e alimentícia. A agricultura produz principalmente plantas para jardinagem, com destaque para a produção de gramas e palmeiras, além da produção de verduras para o comércio regional. Também parte considerável da renda dos trabalhadores é auferida na capital catarinense, o que caracteriza a cidade como dormitório.

## Educação
O município nos últimos anos teve uma boa expansão da oferta de cursos profissionalizantes destinado ao mercado de trabalho regional. Possui ainda um campus universitário, com mais de uma dezena de cursos tradicionais, mantido pela UNIVALI, particular. Na linha das universidades particulares, estão instaladas também no município, os polos das universidades: UNIASSELVI, a UNICESUMAR, a Universidade Cruzeiro do Sul, Uningá, Estácio de Sá. Conta também, nas proximidades, com as universidades públicas na capital Florianópolis, como a UDESC (estadual) e UFSC (federal), esta última entre as 5 maiores do país.

## Meio ambiente
A vegetação dominante é a Mata Atlântica, hoje bastante devastada. Conta com mais de 12 quilômetros de litoral marítimo, sendo banhado pela Baia Norte, braço aquático do oceano Atlântico que separa este município da ilha de Santa Catarina, onde se encontra a maior parte de Florianópolis. O maior rio do município também recebe o nome da cidade, rio Biguaçu, com 37 km de extensão.
O rio Inferninho o segundo maior tem 34 quilômetros de extensão. O município ainda não possui rede de tratamento de esgotos, que faz com que praticamente todos os rios e o litoral marítimo estejam altamente poluídos. Não há reservas ambientais ou plano de prevenção à ocupação do solo, e nas décadas de 1980 e 90 houve forte ocupação desordenada de encostas próximo a sede municipal, especialmente nos bairros Prado, Saudade, Bom Viver e Jardim Janaína. Devido a forte especulação imobiliária, espaços verdes diminuem rapidamente. O município também deve encontrar dificuldades no abastecimento de água potável no futuro próximo, já que praticamente toda água consumida no município vem de outras cidades, aliando-se ao alto crescimento populacional da região, embora o potencial hídrico seja considerável, faltando apenas sua proteção e uso racional. As praias do município sofrem com o derrame de esgotos, prejudicando a balneabilidade.
Em 2017, foi criado o "Parque Natural Municipal da Serra de São Miguel", é o primeiro parque municipal de Biguaçu, o parque, localiza-se em área rural, entre os bairros da Saudade, Prado, São Miguel e Tijuquinhas, tem uma área total de 1.226,31904 hectares e perímetro de 24.624,53 metros.

## Cultura
Biguaçu encontra-se muito ligada culturalmente à capital Florianópolis, desde sua colonização no século XVIII por açorianos. Também há a questão da oferta de empregos e educação, onde muitos moradores trabalham e estudam na capital, tornando o município característico de cidade-dormitório.
Em 1996, foi fundada a Academia de Letras de Biguaçu, para unir poetas, escritores, historiadores e outros intelectuais da respectiva cidade e das imediações.

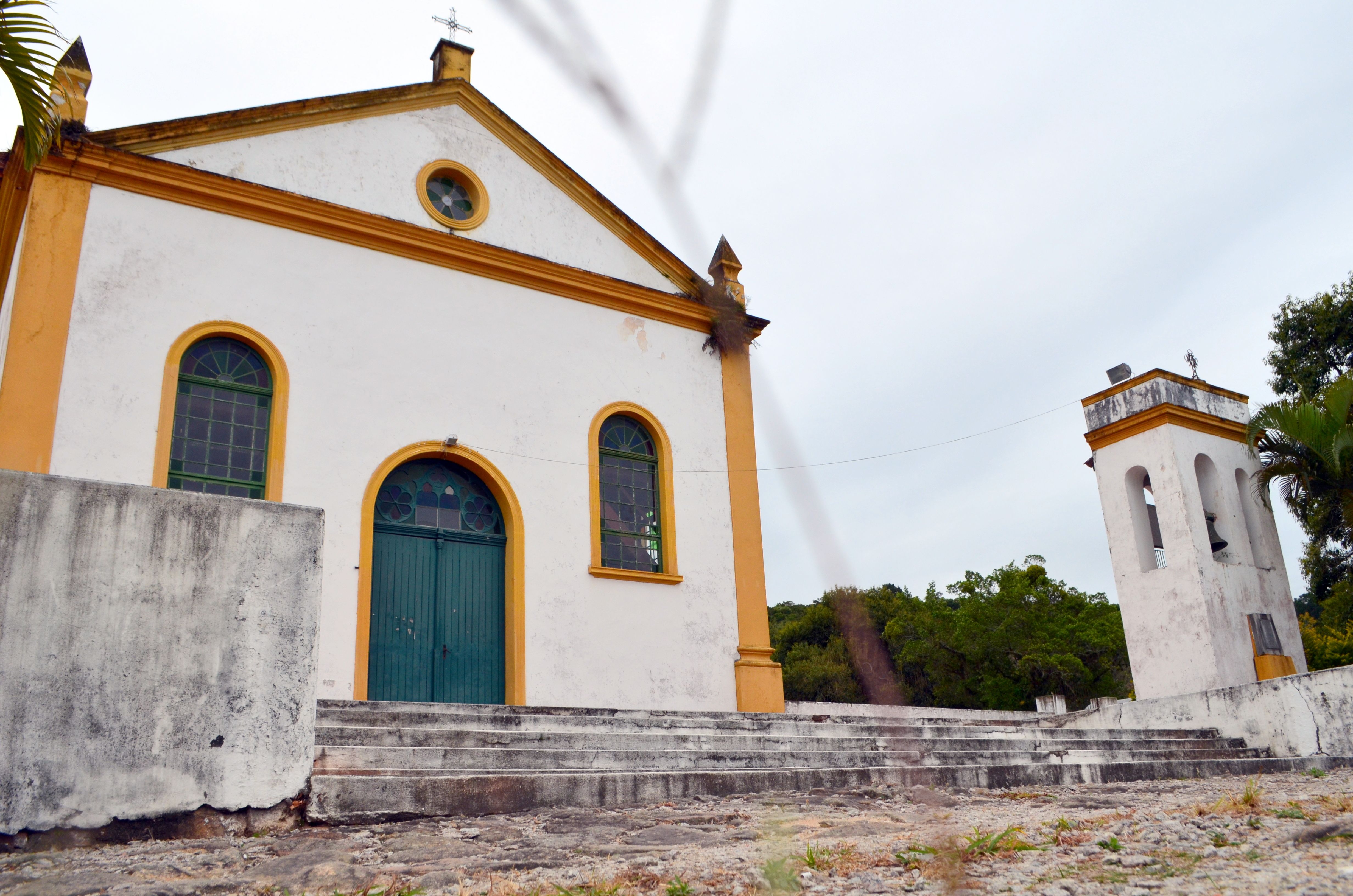
A Igreja de São Miguel Arcanjo, patrimônio histórico nacional e parte do Museu Etnográfico Casa dos Açores.

## Religião
No censo de 2010, cerca de 91% da população se declarou cristã (72% católica romana, 17% protestantes evangélicas, cerca de 1,5% de cristãos restauracionistas Testemunhas de Jeová e Mormóns); 5% sem religião, 2% espíritas Kardecistas, 1% animistas (principalmente candomblecistas) e 1% ateus.

## Atrações turísticas
Destacam-se a gastronomia, principalmente os restaurantes de frutos do mar, localizados no Balneário São Miguel, que é um ponto muito visitado do município, com sua água morna e mansa, além de contar com o Museu Etnográfico Casa dos Açores.
Há, próximo a sede, a vista impressionante da Serra da Boa Vista, com seu acesso praticamente todo pavimentado, onde no ponto mais alto ainda há uma bela gruta católica, em meio a muito verde.
Em direção a Antônio Carlos, a beleza das plantações de grama comercial. Em Três Riachos há várias alternativas de lazer pelo turismo rural.

## Subdivisões
Atualmente o Município de Biguaçu está subdividido 3 distritos (Sede, Guaporanga e Sorocaba do Sul), bem como em 22 bairros urbanos (oficializados em 2011):

### Bairros urbanos
1. Centro;
2. Praia João Rosa;
3. Saveiro;
4. Morro da Bina;
5. Mar das Pedras;
6. Bom Viver;
7. Universitário;
8. Jardim Janaína;
9. Fundos;
10. Rio Caveiras;
11. Boa Vista;
12. Vendaval;
13. Beira Rio;
14. Encruzilhada;
15. Saudade;
16. Prado;
17. Prado de Baixo;
18. São Miguel;
19. Tijuquinhas;
20. Cachoeiras;
21. Areias de Cima; e,
22. Estiva.

Ainda já instalados e amplamente conhecidos, embora sem reconhecimento oficial, há os bairros da região do Alto Biguaçu (entre o bairro Vendaval e a divisa com o município de Antônio Carlos): Rússia, Santa Catarina, Santa Cruz e Alto Biguaçu. Bem como, as localidades de Três Riachos e Sorocaba.

### Distritos

#### 1. Sede
Localizado no centro do município, encobre o perímetro urbano central, tendo por volta de 50 mil habitantes. Principais localidades: Centro, Praia João Rosa, Rio Caveiras, Fundos, Bom Viver, Jardim Janaína, Prado, Saudade, Vendaval, Universitário, Morro da Bina, Mar das Pedras.

#### 2. Guaporanga
Localizado as margens da Baia Norte em direção a Tijucas. Tem por volta de 5 mil habitantes. Principais localidades: São Miguel, Praia de baixo, Pitangueiras, Cachoeiras, Areias de Cima, Tijuquinhas, Estiva do Inferninho.

#### 3. Sorocaba do Sul
Localizado no centro-norte do município. Há cerca de três mil habitantes, principalmente localizados no vale de Três Riachos. Principais Localidades: Sorocaba de Dentro, Sorocaba de Fora, Três Riachos, Limeira, São Marcos, Fazenda.